# 石田安奈
石田安奈（日语：／ Ishida Anna */?；1996年5月27日—）是日本女藝人，為女子偶像團體SKE48前成員（2009年－2017年5月）、並曾兼任AKB48成員，愛知縣出身，現所屬經紀公司為Horipro。

## 來歷
- 2009年3月－SKE48第2期生選拔合格（參加總數3,248名、三次審査通過者24名）。
- 2009年4月－在「「神公演予定」～因諸多因素、也有可能無法成為神公演、望體諒」演唱會中，以Team KII成員之身分首次登場。
- 2010年7月7日－成為了SKE48的第三張單曲抱歉，SUMMER的選拔成員，為個人首次選拔。
- 2012年11月1日起至AKB48 Team B 兼任
- 2013年4月28日解除兼任
- 2013年5月19日、28日－大矢真那、石田安奈、木崎由里亞 三人，到臺灣舉辦握手會和簽名會，是初次有SKE48成員到台灣舉辦握手會和簽名會。
- 2014年2月24日－於「AKB48集團大組閣祭」中自SKE48 Team S轉隊至新編成的Team KII。
- 2014年4月25日－正式轉隊至Team KII。
- 2015年5月至6月舉行的「AKB48 第41張單曲選拔總選舉」中得到第77名，獲選為Off coming girls成員。
- 2017年3月18日－於劇場公演時宣布將於5月31日自SKE48畢業。

## 人物
- 為第5號SKE48二次元同好會的會員、另外也是第4號偶像研究會的會員。
- 公演口號為「今天也傳達著小惡魔般的禮物 可以嗎？（成員及觀眾）可以的 可以的 可以的唷！！我是綽號Annya的石田安奈」（「今日も小悪魔なプレゼントをお届けしてもいいですかー?」 （他の全員）“いいです いいです いいですよ”「あんにゃこと石田安奈です」）。
- 官方資料上所寫的綽號雖然為「ANNA」、不過被叫成「ANNIY」的時候也很多。於是久而久之連官方都稱呼她為「ANNIY」了。
- 擁有著各式各樣的整人玩具、而且似乎時常帶在身上的樣子。
- 於小學三四年級的時候、曾經擔任過模特兒的工作[1]。
- 被SKE48劇場管理人湯淺洋贊許為「天才」[2]。
- 飼養著一支小狗以及兩隻貓咪、小狗的名字為七、而兩隻貓為福與神、三隻寵物名字合起來為七福神[3]。

### 幼年時期
- 小時候十分活潑好動，有過3次骨折經驗。
- 從小便開始學跳舞。此外，也有學習鋼琴、珠算、花樣滑冰、室內5人足球、騎馬等[4]。

## SKE48的参加曲

### 單曲CD選抜曲
SKE48名義
- 「藍天下的單相思」中收錄
  - 蹦極宣言 - Team B.L.T.名義
- 抱歉，SUMMER
- 1!2!3!4! 請多關照!
- 萬歲Venus
  - 愛之數量 - Team KII名義
- 翡翠色的沙灘裙
- 「愛就OK」中收錄
  - 火箭砲發射! - 白組名義
- 「單戀Finally」中收錄
  - 羞澀棒棒糖 - 白組名義
- I love you 我愛你！
  - 光暈 - Selection 8名義
- 「即使接吻也是左撇子」中收錄
  - 體育館的早餐 - 白組名義
- 「巧克力的奴隸」
  - Darkness - 7舞者名義
- 「美麗的閃電」
  - JYURI-JYURI BABY - 新Team S名義
- 「贊成卡哇伊！」
- 「未來是什麼？」
  - Mayflower - 九龍孃名義
  - 像是貓豎起尾巴般 - Team S名義
  - Mayflower - SKE48二期生名義
- 「笨拙的太陽」中收錄
  - 再見 昨天的自己 - 新Team KII名義

AKB48名義
- 「Beginner」中收錄
  - 專屬於我的Value - Under Girls名義
- 「格子花紋」中收錄
  - 那一天的風鈴 - Waiting Girls名義
- 「UZA」中收錄
  - 不是正義使者的英雄 - 新Team B名義
- 「永遠的壓力」中收錄
  - 逞強的時鐘 - SKE48名義
- 「So long !」中收錄
  - 在哪裡踩到狗屎了嗎? - Team B名義
- 「再見自由式」中收錄
  - 浪漫手槍 - Team B名義
- 「倘若在梧桐樹的路上對你說「我夢見了你的微笑」之後我們的關係會有什麼樣的變化呢、我兀自持續想了好多天最後有點難為情地得到了一個結論」中收錄
  - Escape - SKE48名義

### 参加组合曲
TeamKII 1st Stage「想见你」公演
- 玻璃的I LOVE YOU
- 從背後緊緊相擁
- 里約的革命
- 裙擺飄飄

 TeamKII 2nd Stage「手牵手」公演
- Glory days
- 帶我去溫布爾登
高柳明音的Unit Under

TeamKII 3rd Stage「彈珠汽水的飲用方法」公演
- 撒謊的鴕鳥 	
古川愛李休演時由高柳明音的全員曲Under
- 十字架 	
小木曾汐莉休演時に高柳明音的Unit Under
- 孤獨的芭蕾舞娘
秦佐和子休演時にプリマドンナで出演

## 出演

### 綜藝
- 作ろう!食べよう!わんぱくドリーム（2005年12月31日、中京電視台）
- SAKAE TA☆RO（2009年4月14日、中京テレビ）
- イベント情報「マンモスフリーマーケット、SKE48 マンモス座談会」（2009年10月30日、愛知電視台）
- 週刊AKB（2010年7月2日・2011年2月4日・11日、東京電視台）
- SKE48的Idol×Idol（2010年12月6日・13日、中京電視台）
- サンデードラゴンズ（2011年2月13日、CBCテレビ）
- 知道並解決!SKE網路（2011年5月9日、NHK綜合・名古屋放送局制作）
- SKE48的世界征服女子（2011年11月7日 - 、中京電視台）

### 電視劇
- 妄想刑警!（2011年2月16日、東海電視台） - 畢業旅行的學生

### 廣播
- SKE48 観覧車へようこそ!!（2010年3月1日・5月3日、CBCラジオ）
- SKE48♥1+1は2じゃないよ!（2010年11月12日、東海ラジオ）

### 廣告
- ASBEE『ASBee100×SKE48』（2010年10月）

### MOOK本
- ARTIST FILE 2 BIG ONE GIRLS NO.002 スクリーン特編版（2010年6月30日、近代電影社）ISBN 978-4764882560
- B.L.T.U-17 Vol.15 Sizzleful Girl 2010 Summer（2010年8月5日、東京新聞通信社）ISBN 978-4863361034

## 註解
1. ↑  『ヤンヤン』 VOL.12
2. ↑  『BUBKA』　2010年8月号　「SKE48劇場支配人・湯浅洋が激白」
3. ↑  SKE48官方部落格「石田安奈です(安o' v ' 川↑」（2011年3月2日閲覧）
4. ↑  http://www.ske48.co.jp/blog/?id=20110701142526122&writer=ishida_anna%5B%5D

## 外部連結
- Horopro官網個人介紹頁 （页面存档备份，存于）
- 石田安奈的X（前Twitter）
- 石田安奈的Instagram帳戶

- SKE48官網個人介紹頁（網頁存檔）
- 石田安奈官方部落格『いたずらっ子な小悪魔でもいいですか?』 （页面存档备份，存于）